# 弗里德尔斯豪森
弗里德尔斯豪森是德国图林根州的一个市镇。总面积6.91平方公里，总人口309人，其中男性170人，女性139人（2011年12月31日），人口密度45人/平方公里。